# Kampamba Chilumba
Kampamba Mulenga Chilumba (* 3. März 1976) ist eine sambische Politikerin der Patriotic Front (PF).

## Leben
Kampamba Chilumba war nach Ausbildungsgängen für Gesundheitspflege und Informationstechnik als Krankenpflegerin tätig. Sie wurde bei der Wahl am 11. August 2016 als Kandidatin der Patriotic Front (PF) erstmals zum Mitglied der Nationalversammlung Sambias gewählt und vertritt den Wahlkreis Kalulushi. Zwischen Oktober und November 2016 war sie Mitglied des Schätzungsausschusses der Nationalversammlung. Bereits im November 2016 wurde sie von Präsident Edgar Lungu als Ministerin für Information und Rundfunkdienste in dessen Kabinett berufen.